# NGC 269
NGC 269 je otvoreni skup u zviježđu Tukanu.

## Vanjske poveznice
- SEDS: NGC 0269